# Paratrophis smithii
Paratrophis smithii (Engels: Three Kings milk tree) is een  plantensoort uit de moerbeifamilie (Moraceae). Het is een meerstammige kleine boom met een gespikkelde donkere bast. De boom heeft grote donkergroene golvende bladeren op zigzagvormige stelen. Deze bladeren zijn tussen de 10 en 20 centimeter lang. De bloemen zijn klein en groeien in veelal gebogen aren. De vruchten hebben een rode kleur. Bij insnijding scheidt de bast een dik wit (vaak melkachtig) sap uit.
De soort komt voor op de Driekoningeneilanden, gelegen ten noorden van het Noordereiland van Nieuw-Zeeland.

## Synoniemen
- Streblus smithii (Cheeseman) Corner